# Dichroplus mantiqueirae
Dichroplus mantiqueirae is een rechtvleugelig insect uit de familie veldsprinkhanen (Acrididae). De wetenschappelijke naam van deze soort is voor het eerst geldig gepubliceerd in 1968 door Ronderos, Carbonell & Mesa.